# Copa Kaiser/SEME de Futebol Amador
Copa Kaiser/SEME de Futebol Amador, ou simplesmente Copa Kaiser, foi um campeonato amador de futebol da cidade de São Paulo, no Brasil. Organizada e dirigida pela Secretaria Municipal de Esportes, Lazer e Recreação (SEME) da prefeitura paulistana, com apoio da Federação Paulista de Futebol (FPF), e o patrocínio da cervejaria Kaiser, a competição contou com 17 edições oficiais entre 1995 e 2014, sendo reconhecida como o Campeonato Varzeano de São Paulo durante este período.

## História
Em 1993, a FPF desistiu de organizar o Campeonato Varzeano da Capital daquele temporada. A SEME – que havia já organizado edições do torneio em anos nos quais a Federação não teve interesse em dirigir – tampouco manifestou interesse em organizar um certame institucional varzeano. Sem perpectivas de se concretizar naquele ano um campeonato amador oficial da cidade, o jornal A Gazeta Esportiva e a cervejaria Kaiser idealizaram a Copa A Gazeta Esportiva / Copa Kaiser para movimentar os principais times da capital. Na decisão do título, o Grêmio Botafogo FC de Guaianases venceu o EC Moleque Travesso da Vila Guarani.
Embora não tenha sido reconhecido pela Federação Paulista como o Varzeano de São Paulo de 1993, a boa repercussão do torneio levou a empresa produção de eventos Evidência a sugerir o modelo à SEME e à FPF para um Campeonato Amador a partir de 1995. Desta forma, nasceu a Copa Kaiser/SEME de Futebol Amador, com aval oficial da Federação, o patrocínio da cervejaria Kaiser e a organização conjunta da Secretaria Municipal de Esportes e da Evidência.
Em sua primeira edição oficial, o CA Paulistano do Jardim Coimbra derrotou o Confiança FC de Sapopemba, sagrando-se campeão varzeano da cidade neste novo formato. Desde então, o campeonato cresceu, tendo sido necessário o estabelecimento de um torneio de acesso classificatório a partir de 1997, realizado ao final de cada temporada, para que novas equipes pudessem participar do torneio do ano seguinte preechendo as vagas daquelas que tiveram pior desempenho. Para aprimorar esse modelo, foi implantado um sistema de acesso e descenso com uma Série A e outra Série B a partir da edição de 2009.
Entre 1995 e 2014, a Copa Kaiser/SEME foi disputada em 17 ocasiões, com exceção dos anos de 1999 – quando o Campeonato Varzeano da Capital foi patrocinado pela cervejaria rival Antarctica – e de 2005 e 2006.
Em 2013, a Kaiser anunciou que não renovaria seu patrocínio para o Campeonato Varzeano de São Paulo, resultando no fim da Copa Kaiser/SEME a partir de 2015.

## Campeões

### Campeões municipais desde 1995
| Ano  | Edição            | Campeão                            | Vice-campeão                       | Placar da final   | Estádio                           |
| ---- | ----------------- | ---------------------------------- | ---------------------------------- | ----------------- | --------------------------------- |
| 1995 | 1ª                | CA Paulistano (Jardim Coimbra)     | Confiança FC (Sapopemba)           | 2–1               | Estádio Comendador Souza          |
| 1996 | 2ª                | AA Boa Esperança (São Mateus)      | GR Michelle (Vila Sabrina)         | 1–1 (5–4 pen)     | Estádio do Ibirapuera             |
| 1997 | 3ª                | Grêmio Botafogo FC (Guaianases)    | MAC FC (Cidade Tiradentes)         | 2–1               | Estádio do Ibirapuera             |
| 1998 | 4ª                | AA Cruz Credo (Vila Formosa)       | AA Boa Esperança (São Mateus)      | 1–0               | Estádio Comendador Souza          |
| 1999 | Não foi realizada | Não foi realizada                  | Não foi realizada                  | Não foi realizada | Não foi realizada                 |
| 2000 | 5ª                | AA Boa Esperança (São Mateus)      | 100 Mizéria FS (Parque Guarani)    | 2–1               | Estádio Comendador Souza          |
| 2001 | 6ª                | SC XI Garotos (Ermelino Matarazzo) | Mella Pé FS (Vila Mazzei)          | 1–0               | Estádio Comendador Souza          |
| 2002 | 7ª                | EC Napoli (Vila Industrial)        | EC Riachuelo (Jardim Brasil)       | 0–0 (5–4 pen)     | Estádio Comendador Souza          |
| 2003 | 8ª                | EC Riachuelo (Jardim Brasil)       | AG Madeiras (Brás)                 | -                 | Estádio Comendador Souza          |
| 2004 | 9ª                | AG Madeiras (Brás)                 | AA Boa Esperança (São Mateus)      | 0–0 (5–3 pen)     | Estádio Comendador Souza          |
| 2005 | Não foi realizada | Não foi realizada                  | Não foi realizada                  | Não foi realizada | Não foi realizada                 |
| 2006 | Não foi realizada | Não foi realizada                  | Não foi realizada                  | Não foi realizada | Não foi realizada                 |
| 2007 | 10ª               | GDR Danúbio (Freguesia do Ó)       | EC Napoli (Vila Industrial)        | 2–2 (4–2 pen)     | Estádio Comendador Souza          |
| 2008 | 11ª               | AE Nós Travamos (Jardim Tupi)      | EC Vida Loka (Vila Brasilândia)    | 2–1               | Estádio Comendador Souza          |
| 2009 | 12ª               | EC Vida Loka (Vila Brasilândia)    | Ajax FC (Vila Rica)                | 1–1 (2–1 pen)     | Estádio Comendador Souza          |
| 2010 | 13ª               | EC Pioneer (Vila Guacuri)          | AE Sedex (Cidade Tiradentes)       | 0–0 (4–3 pen)     | Estádio Comendador Souza          |
| 2011 | 14ª               | EC Classe A (Barra Funda)          | GR Turma do Baffô (Jardim Clímax)  | 2–0               | Estádio Comendador Souza          |
| 2012 | 15ª               | Ajax FC (Vila Rica)                | GR Turma do Baffô (Jardim Clímax)  | 2–1               | Estádio Paulo Machado de Carvalho |
| 2013 | 16ª               | Leões da Geolândia (Vila Medeiros) | AA Família 100 Valor (Jaraguá)     | 2–0               | Estádio Comendador Souza          |
| 2014 | 17ª               | Nove de Julho FC (Casa Verde Alta) | Leões da Geolândia (Vila Medeiros) | 1-1 (4–3 pen)     | Estádio Comendador Souza          |

## Atletas famosos que já disputaram o torneio

### Futebol
- Leandro Damião – Nós Travamos do Jardim Tupi em 2007.
- Ricardo Oliveira – Estrela Vermelha da Vila Nivi em 2000.
- Kleber – Elite Itaquerense de Itaquera em 1997.
- Michel – Praça de Pirituba em 2003 e 2004.
- Nenê – Praça de Pirituba em 2003 e 2004.
- Carlos Alberto Spina - Santos FC de São Miguel Paulista 1995 à  1997

### Futsal
- Schumacher – Moleque Travesso da Vila Guarani em 2002.

- Carlos Alberto Spina (jogou FutSal federado) - Santos FC de São Miguel Paulista 1995 à 1997